# Thomson River (vattendrag i Australien)
Thomson River är ett vattendrag i Australien. Det ligger i delstaten Victoria, omkring 190 kilometer öster om delstatshuvudstaden Melbourne.
Trakten runt Thomson River består till största delen av jordbruksmark. Runt Thomson River är det mycket glesbefolkat, med 3 invånare per kvadratkilometer. Genomsnittlig årsnederbörd är 803 millimeter. Den regnigaste månaden är juni, med i genomsnitt 162 mm nederbörd, och den torraste är juli, med 25 mm nederbörd.